# Géorgie (États-Unis)
Pour les articles homonymes, voir Géorgie.
La Géorgie (nom prononcé en anglais américain : /ˈdʒɔɹ.dʒə/), est un État du Sud des États-Unis, bordé à l'ouest par l'Alabama, au nord par le Tennessee et la Caroline du Nord, à l'est par la Caroline du Sud et l'océan Atlantique et au sud par la Floride. Sa capitale est Atlanta.
Selon le recensement officiel du Bureau du recensement des États-Unis (2020, publié en avril 2021), l'État compte 10 711 908 habitants (par rapport à 9 687 653 lors du recensement de 2010). Environ 57 % (6 millions d'habitants) vit dans la région métropolitaine d'Atlanta, huitième aire urbaine du pays.

## Origine du nom
Le nom Géorgie provient du nom du roi George II de Grande-Bretagne (George Auguste, roi de Grande-Bretagne et d'Irlande (1683-1760)).

## Histoire
La culture locale des Mound Builders, décrite par Hernando de Soto en 1540, a complètement disparu en 1560.
Le conflit entre l'Espagne et l'Angleterre commence en 1670, lorsque les Britanniques fondent la colonie de Caroline, dans la Caroline du Sud actuelle. À peu près un siècle plus tôt, les huguenots avaient essayé d'installer une colonie en Floride française, Charlesfort et fort Caroline, et les Espagnols avaient fondé les provinces missionnaires de Guale et Mocama sur la côte de la région. Après des décennies de combats, les habitants[Lesquels ?], aidés par les Amérindiens, détruisent le système des missions durant les invasions de 1702 et 1704. Après cette date, l'Espagne ne contrôle plus que Saint Augustine et Pensacola ; mais la Floride subit aussi des raids par la suite. La côte de Géorgie est donc occupée par les Amérindiens jusqu'à ce que la région soit dépeuplée au cours de la guerre des Yamasee, en 1715-1716, après laquelle on y vit la possibilité d'ouvrir une colonie britannique.
Avec l'établissement de la ville de Savannah en 1733, la province de Géorgie est créée par les Britanniques pour contrer l'expansionnisme espagnol depuis la Floride ; elle doit également accueillir des migrants emprisonnés en Angleterre pour dette. Son nom est un hommage au Roi George II de Grande-Bretagne. À cette date, l'esclavage est interdit, jusqu'en 1749. En 1775, la Géorgie compte quelque 35 000 habitants. Entre 1765 et 1769, des terres sont offertes à treize colons sur les îles de Cumberland, qui deviendront des plantations.
Le conflit avec les Espagnols est ravivé par la fondation de la nouvelle colonie que Madrid considère comme illégale. Lors de la guerre de l'oreille de Jenkins, la Géorgie doit faire face à une invasion espagnole en 1742, qui subit un échec, notamment à la suite de la bataille de Bloody Marsh. L'Espagne reconnaît finalement en 1750 l'implantation britannique dans la région.
Par la suite, la Géorgie devient l'une des treize colonies à se révolter contre les Britanniques durant la guerre d'indépendance américaine. Elle est le quatrième État de l'Union le 2 janvier 1788.
La Géorgie importa de nombreux esclaves de différentes ethnies africaines pour ses plantations de riz puis de coton. Les esclaves de même ethnie seront séparés, ce qui va faciliter la pénétration de la langue anglaise, christianisés et rebaptisés. Ceux-ci seront le plus souvent déportés par des négriers anglais et français, principales puissances maritimes à cette époque.
En 1790, la colonie compte 29 264 esclaves et en 1793 l'assemblée fait passer une loi prohibant leur importation, mais il faut attendre 1798 pour qu'elle puisse prendre effet avec le vote d'une constitution de l'État. La loi est ignorée par les planteurs, et en 1800, l'État compte 59 699 esclaves. Leur nombre double à nouveau dans la décennie suivante pour atteindre 105 218 en 1810. Près de 48 000 d'entre eux sont importés d'Afrique au cours de cette période, puis d'autres des plantations de la Chesapeake, en Virginie. Les esclaves sont 140 656 en 1820 et 280 944 en 1840 puis 462 000 en 1860.
| Année        | 1790    | 1800    | 1810    | 1820    | 1830    | 1840    | 1850    | 1860    |
| ------------ | ------- | ------- | ------- | ------- | ------- | ------- | ------- | ------- |
| Esclaves     | 29 262  | 59 406  | 105 158 | 149 656 | 217 531 | 280 944 | 381 682 | 462 198 |
| Esclaves     | 35,45 % | 36,52 % | 41,83 % | 43,89 % | 42,09 % | 40,63 % | 42,12 % | 43,72 % |
| Free negroes | 398     | 1 019   | 1 799   | 1 763   | 2 486   | 2 753   | 2 931   | 3 500   |
| Free negroes | 1,36 %  | 1,72 %  | 1,71 %  | 1,18 %  | 1,14 %  | 0,98 %  | 0,77 %  | 0,76 %  |

La production de coton a été multipliée par 20 entre 1791 et 1801 en Géorgie, passant de 2 à 48 millions de livres, grâce à une nouvelle variété cultivée sur l'île de Sapelo, le Sea Island cotton et à l'invention de la machine à égrener le coton par Eli Whitney en 1793.
Whitney met au point une machine à trier les fibres de coton des semences, dans le comté de Chatham, le long du fleuve Savannah. Les planteurs de coton, d'abord installés sur l'île de Sapelo et dans l'archipel de Beaufort en Caroline du Sud vont migrer au cours des années 1790 et 1800 en remontant le fleuve Savannah vers la ville d'Augusta et la rivière Ocmulgee vers le fort Benjamin Hawkins, du nom du colonel Benjamin Hawkins (1754-1816), construit en 1806 pour tenir en respect les Indiens creeks sur un site urbain qui devient en 1823 la ville de Macon, nommée d'après l'homme d'État de Caroline du Sud Nathaniel Macon.
Le fort a servi lors de la guerre de 1812 de frontière pour les colons combattants contre les Amérindiens et les Britanniques. Les Amérindiens creeks de la réserve s'étendant à l'ouest sont incités à se transformer en planteurs de coton et sont exposés aux pressions croissantes des planteurs de coton blancs qui souhaitent leur racheter leurs terres. Plusieurs douzaines de familles blanches vivent dès cette époque autour du montfort. En 1823, une loterie aboutit à la distribution de terres puis en dix ans à l'installation de 3 000 familles produisant 69 000 balles de coton, dans ce qui est devenu la ville de Macon.
Une loterie est ouverte dès 1805 dans le comté de Morgan, qui compte en 1820 une population de 13 000 habitants dont 6 000 Noirs.
Dès 1820, 80 % des esclaves de Géorgie vivent dans l'intérieur des terres, appelées aussi hautes terres, et huit des comtés ces hautes terres ont une population majoritairement noire, dans un vaste mouvement de population comparable à ce qui se passe à la même époque avec l'Alabama fever. Dès 1790, la part des Noirs dans la population passe d'un tiers à deux tiers.
Le 18 janvier 1861 l'État rejoint la Confédération sudiste et tient un rôle important durant la guerre de Sécession. En décembre 1864 le centre industriel et ferroviaire d'Atlanta est complètement détruit par l'armée nordiste du général William Tecumseh Sherman. Ses troupes saccagent la campagne entre Atlanta et la ville portuaire de Savannah ; elles prennent Savannah juste avant Noël 1864. Le 15 juillet 1870, la Géorgie est le dernier État de la Confédération sudiste à entrer à nouveau dans l'Union. Elle est occupée par les troupes fédérales jusqu'en 1877. Après la guerre, le Ku Klux Klan peut agir impunément dans la quasi-totalité des comtés de Géorgie. La structure économique de l’État, construite notamment sur le racisme, est maintenue.

## Géographie
D'une superficie de 152 577 km2, la Géorgie est peuplée de plus de 10,7 millions d'habitants selon le dernier recensement fédéral (2020). Le Nord de l'État est occupé par la chaîne des Appalaches, le Sud et l'Est, quant à eux, par la plaine côtière. L'État bénéficie d'un climat subtropical humide.

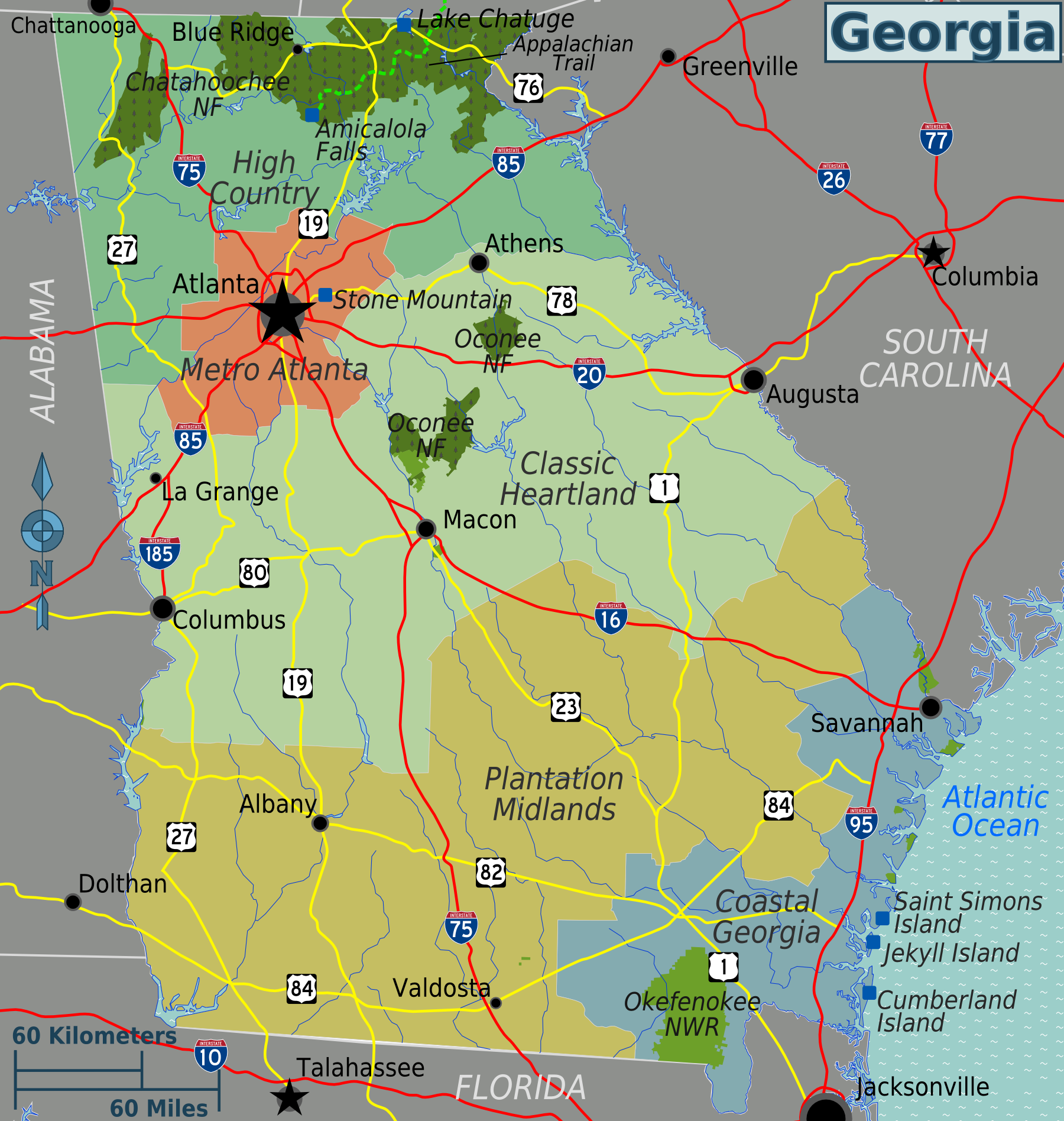
Carte régionale de la Géorgie.

### Principaux cours d'eau

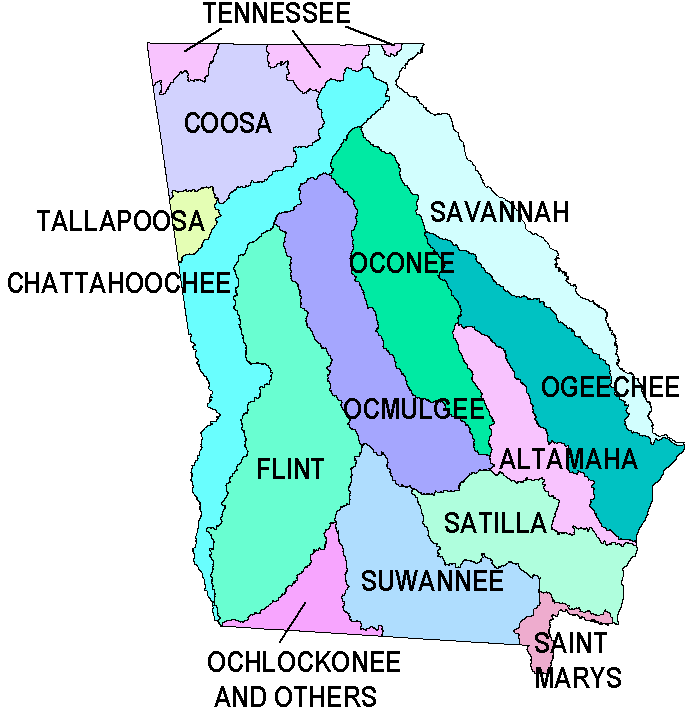
Principaux bassins versants de la Géorgie.

De nombreux cours d'eau traversent la Géorgie ; on trouve :
- le Savannah qui marque la frontière entre la Géorgie et la Caroline du Sud ;
- l'Ogeechee et son principal affluent la Canoochee (en) ;
- l'Altamaha et ses trois principaux affluents : l'Ohoopee, l'Ocmulgee et l'Oconee ;
- le Satilla ;
- le Saint Marys qui marque la frontière entre la Géorgie et la Floride ;
- le Suwannee et ses principaux affluents : l'Alapaha et la Withlacoochee ;
- les affluents du fleuve Apalachicola : la Chattahoochee et la Flint ;
- la rivière Coosa et ses nombreux affluents dont l'Etowah (en) et l'Oostanaula ;
- les rivières Hiwassee et Little Tennessee, affluents de la rivière Tennessee.

### Aires protégées
Le National Park Service gère les sites suivants en Géorgie :
- camp d'Andersonville ;
- sentier des Appalaches ;
- Arabia Mountain National Heritage Area ;
- Augusta Canal ;
- Chattahoochee River National Recreation Area ;
- Chickamauga and Chattanooga National Military Park ;
- Cumberland Island National Seashore ;
- Fort Frederica National Monument ;
- Fort Pulaski National Monument ;
- Gullah/Geechee Cultural Heritage Corridor ;
- Jimmy Carter National Historic Site ;
- Kennesaw Mountain National Battlefield Park ;
- Martin Luther King, Jr. National Historic Site ;

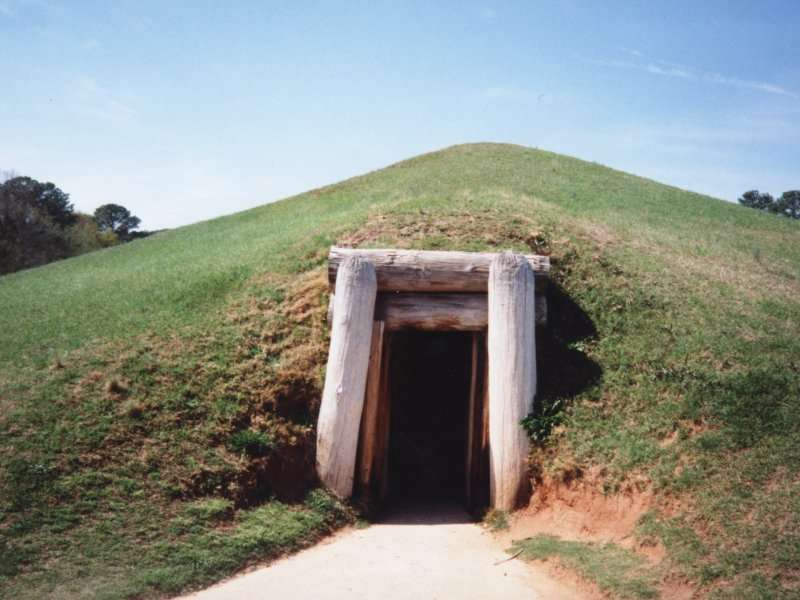
Le site de Ocmulgee.

- Ocmulgee Mounds National Historical Park ;
- Piste des Larmes.

### Faune
L'espèce Apalone ferox (une tortue à carapace molle), endémique des États-Unis et qu'on rencontre en Géorgie mais aussi en Alabama, en Floride et en Caroline du Sud, a pour synonyme Trionyx georgicus en référence à la Géorgie.

## Subdivisions administratives

### Comtés
L'État de Géorgie est divisé en 159 comtés.

### Agglomérations

#### Aires métropolitaines et micropolitaines
Le Bureau de la gestion et du budget a défini quinze aires métropolitaines et vingt-trois aires micropolitaines dans ou en partie dans l'État de Géorgie.
| Zone urbaine                      | Population (2010) | Population (2013) | Variation (2010-2013) | Rang national (2013) |
| --------------------------------- | ----------------- | ----------------- | --------------------- | -------------------- |
| Atlanta-Sandy Springs-Roswell, GA | 5 286 728         | 5 522 942         | 4,5 %                 | 9                    |
| Augusta-Richmond County, GA-SC    | 377 789 (564 873) | 389 658 (580 270) | 3,1 % (2,7 %)         | (92)                 |
| Savannah, GA                      | 347 611           | 366 047           | 5,3 %                 | 143                  |
| Columbus, GA-AL                   | 241 918 (294 865) | 256 969 (316 554) | 6,2 % (7,4 %)         | (154)                |
| Macon, GA                         | 232 293           | 231 259           | -0,5 %                | 193                  |
| Athens-Clarke County, GA          | 192 541           | 197 905           | 2,8 %                 | 218                  |
| Gainesville, GA                   | 179 684           | 187 745           | 4,5 %                 | 225                  |
| Warner Robins, GA                 | 179 605           | 186 214           | 3,7 %                 | 226                  |
| Albany, GA                        | 157 308           | 155 694           | -1,0 %                | 258                  |
| Chattanooga, TN-GA                | 149 331 (528 143) | 150 016 (541 744) | 0,5 % (2,6 %)         | (99)                 |
| Valdosta, GA                      | 139 588           | 142 897           | 2,4 %                 | 284                  |
| Dalton, GA                        | 142 227           | 142 212           | -0,0 %                | 285                  |
| Brunswick, GA                     | 112 370           | 113 807           | 1,3 %                 | 333                  |
| Rome, GA                          | 96 317            | 95 821            | -0,5 %                | 360                  |
| Hinesville, GA                    | 77 917            | 80 759            | 3,7 %                 | 376                  |

| Zone urbaine      | Population (2010) | Population (2013) | Variation (2010-2013) | Rang national (2013) |
| ----------------- | ----------------- | ----------------- | --------------------- | -------------------- |
| Statesboro, GA    | 70 217            | 71 214            | 1,4 %                 | 95                   |
| LaGrange, GA      | 67 044            | 69 053            | 3,0 %                 | 103                  |
| Jefferson, GA     | 60 485            | 61 044            | 0,9 %                 | 141                  |
| Dublin, GA        | 58 414            | 57 766            | -1,1 %                | 159                  |
| Calhoun, GA       | 55 186            | 55 757            | 1,0 %                 | 169                  |
| Milledgeville, GA | 55 149            | 54 918            | -0,4 %                | 173                  |
| Waycross, GA      | 55 070            | 54 647            | -0,8 %                | 174                  |
| St. Marys, GA     | 50 513            | 51 476            | 1,9 %                 | 202                  |
| Moultrie, GA      | 45 498            | 46 275            | 1,7 %                 | 245                  |
| Thomasville, GA   | 44 720            | 44 869            | 0,3 %                 | 261                  |
| Cornelia, GA      | 43 041            | 43 300            | 0,6 %                 | 274                  |
| Douglas, GA       | 42 356            | 43 220            | 2,0 %                 | 275                  |
| Cedartown, GA     | 41 475            | 41 183            | -0,7 %                | 295                  |
| Tifton, GA        | 40 118            | 40 286            | 0,4 %                 | 309                  |
| Americus, GA      | 37 829            | 36 453            | -3,6 %                | 365                  |
| Vidalia, GA       | 36 346            | 36 294            | -0,1 %                | 367                  |
| Jesup, GA         | 30 099            | 30 077            | -0,1 %                | 423                  |
| Bainbridge, GA    | 27 842            | 27 359            | -1,7 %                | 452                  |
| Thomaston, GA     | 27 153            | 26 566            | -2,2 %                | 457                  |
| Toccoa, GA        | 26 175            | 25 683            | -1,9 %                | 465                  |
| Summerville, GA   | 26 015            | 25 138            | -3,4 %                | 473                  |
| Cordele, GA       | 23 439            | 23 336            | -0,4 %                | 485                  |
| Fitzgerald, GA    | 17 634            | 17 515            | -0,7 %                | 519                  |

En 2010, 91,8 % des Géorgiens résidaient dans une zone à caractère urbain, dont 81,7 % dans une aire métropolitaine et 10,1 % dans une aire micropolitaine. L'aire métropolitaine d'Atlanta-Sandy Springs-Roswell regroupait à elle seule 54,6 % de la population de l'État.

#### Aires métropolitaines combinées
Le Bureau de la gestion et du budget a également défini huit aires métropolitaines combinées dans ou en partie dans l'État de Géorgie.
| Zone urbaine                                   | Population (2010)  | Population (2013)  | Variation (2010-2013) | Rang national (2013) |
| ---------------------------------------------- | ------------------ | ------------------ | --------------------- | -------------------- |
| Atlanta-Athens-Clarke County-Sandy Springs, GA | 5 910 296          | 6 162 195          | 4,3 %                 | 11                   |
| Savannah-Hinesville-Statesboro, GA             | 495 745            | 518 020            | 4,5 %                 | 86                   |
| Macon-Warner Robins, GA                        | 411 898            | 417 473            | 1,4 %                 | 97                   |
| Chattanooga-Cleveland-Dalton, TN-GA-AL         | 291 558 (923 460)  | 292 228 (940 299)  | 0,2 % (1,8 %)         | (55)                 |
| Columbus-Auburn-Opelika, GA-AL                 | 241 918 (469 327)  | 256 969 (501 649)  | 6,2 % (6,9 %)         | (89)                 |
| Rome-Summerville, GA                           | 122 332            | 120 959            | -1,1 %                | 154                  |
| Jacksonville-St. Marys-Palatka, FL-GA          | 50 513 (1 470 473) | 51 476 (1 518 677) | 1,9 % (3,3 %)         | (34)                 |
| Tallahassee-Bainbridge, FL-GA                  | 27 842 (396 612)   | 27 359 (400 614)   | -1,7 % (1,0 %)        | (99)                 |

En 2010, l'aire métropolitaine combinée d'Atlanta-Athens-Clarke County-Sandy Springs regroupait à elle seule 61,0 % de la population de l'État.

### Municipalités

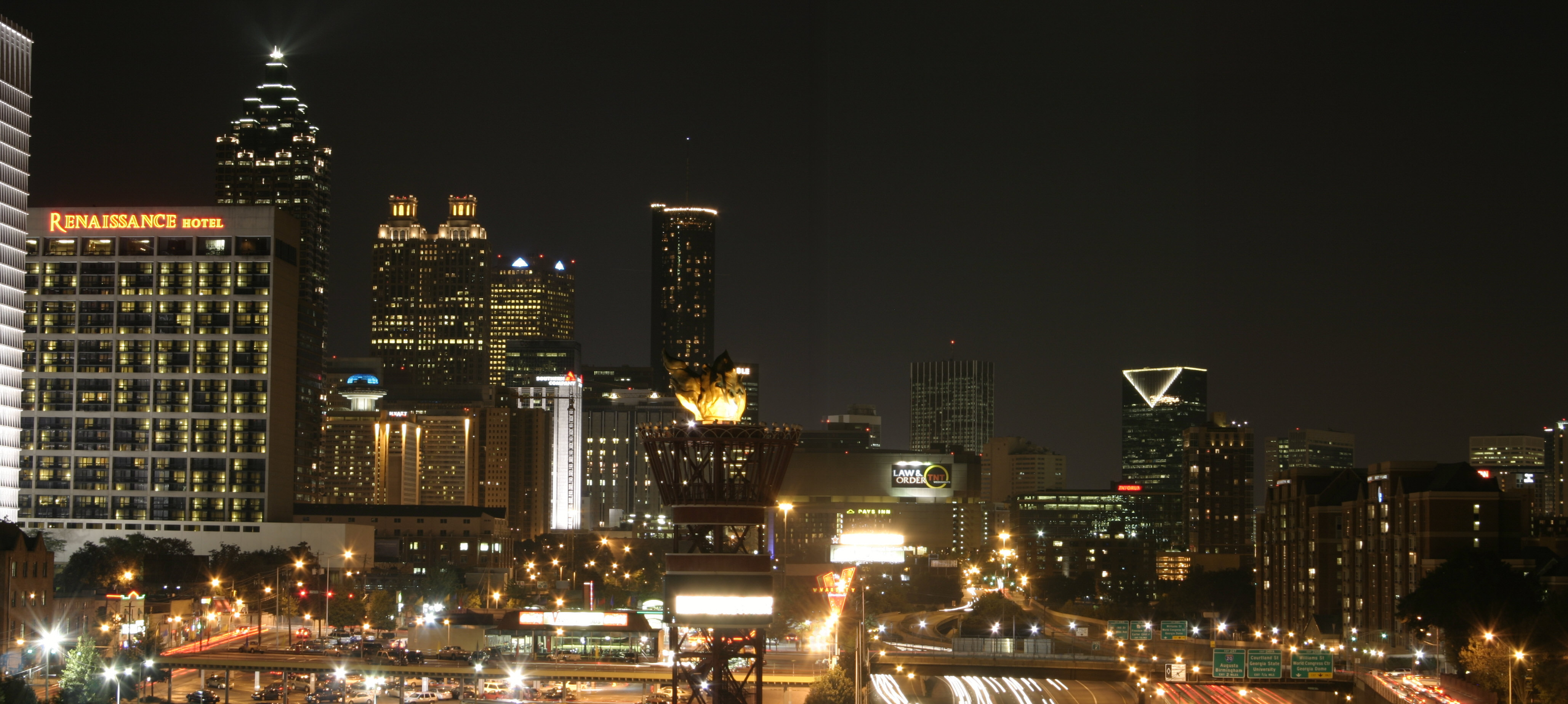
La capitale de Géorgie, Atlanta.

L'État de Géorgie compte 535 municipalités, dont 18 de plus de 40 000 habitants.
| Rang | Municipalité      | Comté          | Population (2010) | Population (2013) | Variation (2010-2013) |
| ---- | ----------------- | -------------- | ----------------- | ----------------- | --------------------- |
| 1    | Atlanta           | Fulton, DeKalb | 420 003           | 447 841           | 6,6 %                 |
| 2    | Columbus          | Muscogee       | 189 885           | 202 824           | 6,8 %                 |
| 3    | Augusta           | Richmond       | 195 844           | 197 350           | 0,8 %                 |
| 4    | Savannah          | Chatham        | 136 286           | 142 772           | 4,8 %                 |
| 5    | Athens            | Clarke         | 115 452           | 119 980           | 3,9 %                 |
| 6    | Sandy Springs     | Fulton         | 93 853            | 99 770            | 6,3 %                 |
| 7    | Roswell           | Fulton         | 88 346            | 94 034            | 6,4 %                 |
| 8    | Macon             | Bibb           | 91 351            | 89 981            | -1,5 %                |
| 9    | Johns Creek       | Fulton         | 76 728            | 82 788            | 7,9 %                 |
| 10   | Albany            | Dougherty      | 77 434            | 76 185            | -1,6 %                |
| 11   | Warner Robins     | Houston, Peach | 66 588            | 72 531            | 8,9 %                 |
| 12   | Alpharetta        | Fulton         | 57 551            | 62 298            | 8,2 %                 |
| 13   | Marietta          | Cobb           | 56 579            | 59 089            | 4,4 %                 |
| 14   | Valdosta          | Lowndes        | 54 518            | 56 481            | 3,6 %                 |
| 15   | Smyrna            | Cobb           | 51 271            | 53 438            | 4,2 %                 |
| 16   | Brookhaven        | DeKalb         | 49 217            | 50 603            | 2,8 %                 |
| 17   | Dunwoody          | DeKalb         | 46 267            | 47 591            | 2,9 %                 |
| 18   | Peachtree Corners | Gwinnett       | 38 011            | 40 059            | 5,4 %                 |

La municipalité d'Atlanta était la 40e municipalité la plus peuplée des États-Unis en 2013.

## Démographie

### Population

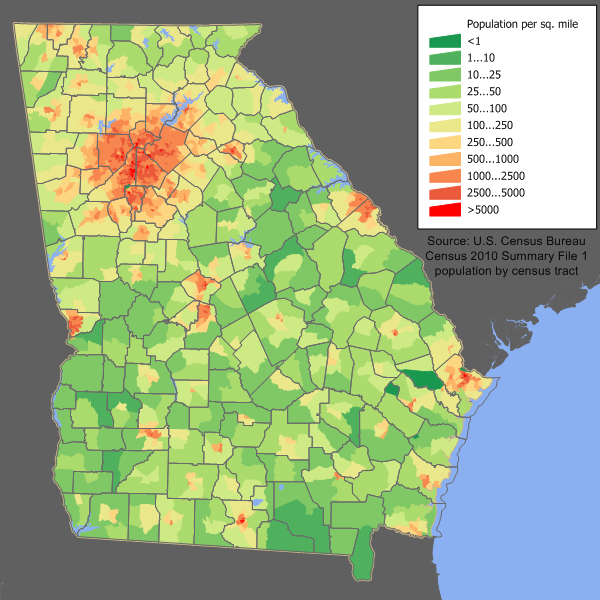
Densités de population en 2010 (en mille carré).

Selon le Bureau du recensement des États-Unis, la population de l'État de Géorgie était à 10 711 908 habitants au 1er avril 2020, soit une hausse de 10,6 % depuis le recensement des États-Unis de 2010 qui tablait la population à 9 687 653 habitants. Depuis 2010, l'État connaît la 16e croissance démographique la plus soutenue des États-Unis.
Selon le recensement fédéral de 2020, la Géorgie est devenue le 8e État le plus peuplé des États-Unis. (En 2010, la Géorgie n'était que le 9e État le plus peuplé.) Sa population compte pour 3,2 % de la population du pays. Le centre démographique de l'État était localisé dans le Nord-Est du comté de Butts.
Avec 65,03 hab./km2 en 2010, la Géorgie était le 18e État le plus dense des États-Unis.
Le taux d'urbains était de 75,1 % et celui de ruraux de 24,9 %.
En 2010, le taux de natalité s'élevait à 13,8 ‰ (13,1 ‰ en 2012) et le taux de mortalité à 7,4 ‰ (7,3 ‰ en 2012). L'indice de fécondité était de 1,96 enfant par femme (1,88 en 2012). Le taux de mortalité infantile s'élevait à 6,4 ‰ (6,3 ‰ en 2012). La population était composée de 25,72 % de personnes de moins de 18 ans, 10,01 % de personnes entre 18 et 24 ans, 28,21 % de personnes entre 25 et 44 ans, 25,40 % de personnes entre 45 et 64 ans et 10,65 % de personnes de 65 ans et plus. L'âge médian était de 35,3 ans.
Entre 2010 et 2013, l'accroissement de la population (+ 304 504) était le résultat d'une part d'un solde naturel positif (+ 197 541) avec un excédent des naissances (431 440) sur les décès (233 899), et d'autre part d'un solde migratoire positif (+ 100 318) avec un excédent des flux migratoires internationaux (+ 72 269) et un excédent des flux migratoires intérieurs (+ 28 049).
Selon des estimations de 2013, 89,0 % des Géorgiens étaient nés dans un État fédéré, dont 55,1 % dans l'État de Géorgie et 33,8 % dans un autre État (17,5 % dans le Sud, 6,7 % dans le Midwest, 6,5 % dans le Nord-Est, 3,1 % dans l'Ouest), 1,3 % étaient nés dans un territoire non incorporé ou à l'étranger avec au moins un parent américain et 9,7 % étaient nés à l'étranger de parents étrangers (51,8 % en Amérique latine, 28,2 % en Asie, 9,3 % en Europe, 8,7 % en Afrique, 1,8 % en Amérique du Nord, 0,2 % en Océanie). Parmi ces derniers, 38,7 % étaient naturalisés américain et 61,3 % étaient étrangers,.
Selon des estimations de 2012 effectuées par le Pew Hispanic Center, l'État comptait 400 000 immigrés illégaux, soit 3,9 % de la population. Cela représentait la 8e plus forte proportion du pays.
| 1790   | 1800    | 1810    | 1820    | 1830    | 1840    |
| ------ | ------- | ------- | ------- | ------- | ------- |
| 82 548 | 162 686 | 251 407 | 340 989 | 516 823 | 691 392 |

| 1850    | 1860      | 1870      | 1880      | 1890      | 1900      |
| ------- | --------- | --------- | --------- | --------- | --------- |
| 906 185 | 1 057 286 | 1 184 109 | 1 542 181 | 1 837 353 | 2 216 331 |

| 1910      | 1920      | 1930      | 1940      | 1950      | 1960      |
| --------- | --------- | --------- | --------- | --------- | --------- |
| 2 609 121 | 2 895 832 | 2 908 506 | 3 123 723 | 3 444 578 | 3 943 116 |

| 1970      | 1980      | 1990      | 2000      | 2010      | 2020       |
| --------- | --------- | --------- | --------- | --------- | ---------- |
| 4 589 575 | 5 463 105 | 6 478 216 | 8 186 453 | 9 687 653 | 10 711 908 |

### Composition ethno-raciale et origines ancestrales
Selon le recensement des États-Unis de 2010, la population était composée de 59,74 % de Blancs, 30,46 % de Noirs, 3,25 % d'Asiatiques (0,99 % d'Indiens, 0,54 % de Coréens, 0,47 % de Chinois, 0,47 % de Viêts), 2,14 % de Métis, 0,33 % d'Amérindiens, 0,07 % d'Océaniens et 4,01 % de personnes n'entrant dans aucune de ces catégories.
Les Métis se décomposaient entre ceux revendiquant deux races (1,98 %), principalement blanche et noire (0,61 %), et ceux revendiquant trois races ou plus (0,16 %).
Les non-hispaniques représentaient 91,19 % de la population avec 55,88 % de Blancs, 30,05 % de Noirs, 3,22 % d'Asiatiques, 1,57 % de Métis, 0,22 % d'Amérindiens, 0,05 % d'Océaniens et 0,20 % de personnes n'entrant dans aucune de ces catégories, tandis que les Hispaniques comptaient pour 8,81 % de la population, principalement des personnes originaires du Mexique (5,36 %) et de Porto Rico (0,74 %).
En 2010, l'État de Géorgie avait la 3e plus forte proportion de Noirs après le Mississippi (37,02 %) et la Louisiane (32,04 %). A contrario, l'État avait la 5e plus faible proportion de Blancs après Hawaï (24,74 %), la Californie (57,59 %), le Maryland (58,18 %) et le Mississippi (59,13 %) ainsi que la 7e plus faible proportion de Blancs non hispaniques des États-Unis.
L'État comptait également le 4e plus grand nombre de Noirs (2 950 435) après l'État de New York (3 073 800), la Floride (2 999 862) et le Texas (2 979 598) ainsi que les 10e plus grands nombres de Blancs non hispaniques (5 413 920) et d'Hispaniques (853 689) des États-Unis.
|                                         | 1940  | 1950  | 1960  | 1970  | 1980  | 1990  | 2000  | 2010  |
| --------------------------------------- | ----- | ----- | ----- | ----- | ----- | ----- | ----- | ----- |
| Blancs                                  | 65,25 | 69,11 | 71,45 | 73,89 | 72,25 | 71,01 | 65,07 | 59,74 |
| ———Non hispaniques                      |       |       |       |       | 71,65 | 70,13 | 62,65 | 55,88 |
| Noirs                                   | 34,73 | 30,85 | 28,47 | 25,87 | 26,82 | 26,96 | 28,70 | 30,46 |
| ———Non hispaniques                      |       |       |       |       |       |       | 28,48 | 30,05 |
| Asiatiques (et Océaniens jusqu'en 1990) | 0,01  | 0,02  | 0,05  | 0,13  | 0,45  | 1,17  | 2,12  | 3,25  |
| ———Non hispaniques                      |       |       |       |       |       |       | 2,10  | 3,22  |
| Autres                                  | 0,00  | 0,01  | 0,03  | 0,11  | 0,48  | 0,86  | 4,11  | 6,55  |
| ———Non hispaniques                      |       |       |       |       |       |       | 1,45  | 2,04  |
| Hispaniques (toutes races confondues)   |       |       |       |       | 1,12  | 1,68  | 5,32  | 8,81  |

En 2013, le Bureau du recensement des États-Unis estime la part des non hispaniques à 90,9 %, dont 54,6 % de Blancs, 30,5 % de Noirs, 3,5 % d'Asiatiques et 1,8 % de Métis, et celle des Hispaniques à 9,1 %.
En 2000, les Géorgiens s'identifiaient principalement comme étant d'origine américaine (13,5 %), anglaise (8,1 %), irlandaise (7,8 %), allemande (7,0 %) et mexicaine (3,4 %).
L'État avait la 9e plus forte proportion de personnes d'origine américaine.
L'État abrite la 11e communauté juive des États-Unis. Selon le North American Jewish Data Bank, l'État comptait 127 470 Juifs en 2013 (25 650 en 1971), soit 1,3 % de la population. Ils se concentraient principalement dans l'agglomération d'Atlanta-Sandy Springs-Roswell (118 900). Ils constituaient une part significative de la population dans les comtés de Fulton (5,4 %), DeKalb (3,6 %) et Cobb (2,5 %).
Les Amérindiens s'identifiaient principalement comme étant Cherokees (16,3 %), Amérindiens du Mexique (8,0 %) et Creeks (3,0 %).
Les Hispaniques étaient principalement originaires du Mexique (60,9 %), de Porto Rico (8,4 %), du Guatemala (4,3 %), du Salvador (3,8 %), de la Colombie (3,0 %) et de Cuba (2,9 %). Composée à 43,8 % de Blancs, 6,5 % de Métis, 4,6 % de Noirs, 1,3 % d'Amérindiens, 0,3 % d'Asiatiques, 0,2 % d'Océaniens et 43,3 % de personnes n'entrant dans aucune de ces catégories, la population hispanique représentait 33,8 % des Amérindiens, 26,8 % des Métis, 24,2 % des Océaniens, 6,5 % des Blancs, 1,3 % des Noirs, 0,9 % des Asiatiques et 95,1 % des personnes n'entrant dans aucune de ces catégories.
L'État avait la 5e plus forte proportion de personnes originaires de Cuba (0,26 %), la 7e plus forte proportion de personnes originaires de la Colombie (0,27 %) et la 8e plus forte proportion de personnes originaires du Honduras (0,21 %).
L'État comptait également les 6e plus grands nombres de personnes originaires du Guatemala (36 874), de la Colombie (26 013), de Cuba (25 048) et du Venezuela (6 289), le 7e plus grand nombre de personnes originaires du Costa Rica (3 114), les 9e plus grands nombres de personnes originaires du Honduras (20 577), de la République dominicaine (14 941) et du Pérou (10 570) ainsi que les 10e plus grands nombres de personnes originaires du Mexique (519 502), du Salvador (32 107) et du Nicaragua (4 787).
Les Asiatiques s'identifiaient principalement comme étant Indiens (30,6 %), Coréens (16,7 %), Chinois (14,6 %), Viêts (14,4 %), Philippins (5,7 %) et Pakistanais (3,1 %).
L'État avait la 9e plus forte proportion de Coréens (0,54 %) ainsi que les 10e plus fortes proportions d'Indiens (0,99 %), de Viêts (0,47 %) et de Pakistanais (0,10 %).
L'État comptait également le 6e plus grand nombre de Viêts (45 263), le 7e plus grand nombre de Hmongs (3 460), les 8e plus grands nombres de Coréens (52 431) et de Laotiens (5 560), les 9e plus grands nombres d'Indiens (96 116) et de Bangladais (3 466) ainsi que les 10e plus grands nombres de Pakistanais (9 868) et de Cambodgiens (4 528).
Les Métis se décomposaient entre ceux revendiquant deux races (92,3 %), principalement blanche et noire (28,6 %), blanche et autre (15,2 %), blanche et asiatique (14,3 %), blanche et amérindienne (13,1 %), noire et amérindienne (5,4 %), noire et autre (4,9 %) et noire et asiatique (3,8 %), et ceux revendiquant trois races ou plus (7,7 %).

### Religions
| Religion                       | Géorgie | États-Unis |
| ------------------------------ | ------- | ---------- |
| Protestantisme évangélique     | 38      | 25,4       |
| Églises traditionnelles noires | 17      | 6,5        |
| Non affiliés                   | 13      | 15,8       |
| Protestantisme traditionnel    | 12      | 14,7       |
| Catholicisme                   | 9       | 20,8       |
| Agnosticisme                   | 2       | 4,0        |
| Athéisme                       | 2       | 3,1        |
| Témoins de Jéhovah             | 2       | 0,8        |
| Autres                         | 5       | 8.9        |

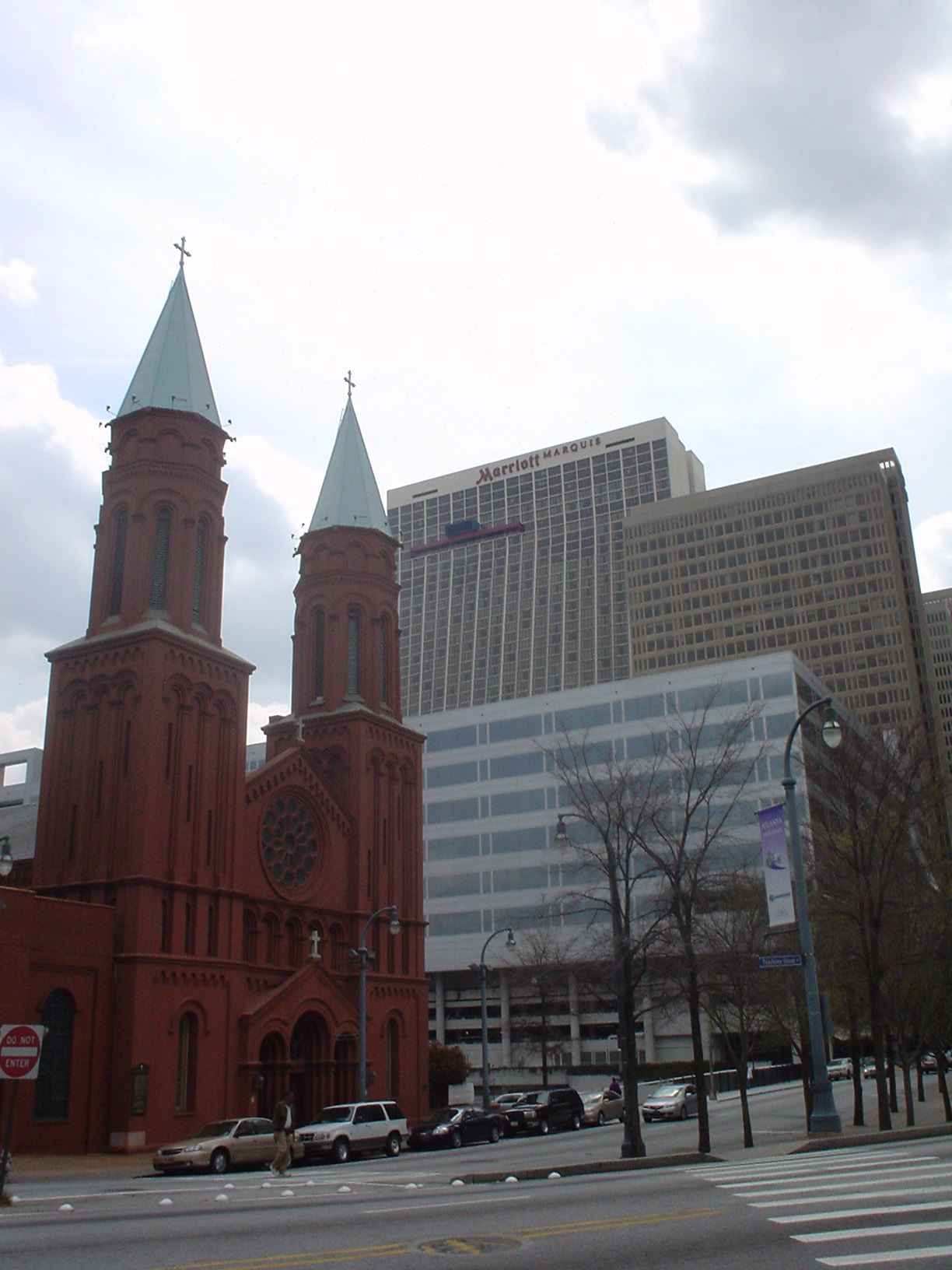
L'église catholique Sacred Heart située à Atlanta.

Selon l'institut de sondage The Gallup Organization, en 2015, 51 % des habitants de Géorgie se considèrent comme « très religieux » (40 % au niveau national), 30 % comme « modérément religieux » (29 % au niveau national) et 19 % comme « non religieux » (31 % au niveau national).

### Langues
| Langue     | 1980    | 1990    | 2000    | 2010    | 2016    |
| ---------- | ------- | ------- | ------- | ------- | ------- |
| Anglais    | 97,35 % | 95,25 % | 90,12 % | 87,35 % | 86,28 % |
| Espagnol   | 0,94 %  | 2,04 %  | 5,61 %  | 7,42 %  | 7,94 %  |
| Français   | 0,37 %  | 0,56 %  | 0,56 %  | 0,42 %  | 0,36 %  |
| Coréen     | 0,10 %  | 0,22 %  | 0,34 %  | 0,51 %  | 0,48 %  |
| Chinois    | 0,07 %  | 0,17 %  | 0,26 %  | 0,40 %  | 0,48 %  |
| Vietnamien | 0,04 %  | 0,17 %  | 0,26 %  | 0,40 %  | 0,47 %  |
| Autres     | 1,13 %  | 1,65 %  | 2,74 %  | 3,46 %  | 3,99 %  |

## Transport
La Géorgie est actuellement le principal centre de communication de la région sud des États-Unis. Les principales routes goudronnées de l'État ont été inaugurées au début du XXe siècle et la grande majorité des petites routes nationales ont été pavées au cours des décennies qui ont suivi la Seconde Guerre mondiale. Atlanta est le principal centre routier de la Géorgie. En 2003, l'État comptait 187 543 kilomètres de routes publiques, dont 2 004 kilomètres d'autoroutes Interstate highway, considérées comme faisant partie du réseau routier fédéral des États-Unis.
L'État dispose d'un vaste réseau ferroviaire. Atlanta, en plus d'être le principal centre ferroviaire de l'État, est également le principal centre ferroviaire du sud des États-Unis. En 2002, la Géorgie possédait 7 530 kilomètres de voies ferrées. Le train Crescent (Amtrak) dessert les villes de Toccoa, Gainesville, et Atlanta de toute la côte est entre New York & La Nouvelle-Orléans.
Atlanta possède actuellement l'aéroport le plus achalandé au monde, en nombre de passagers, l'aéroport international Hartsfield-Jackson, fréquenté par environ 82 millions de passagers par an. L’aéroport international de Savannah/Hilton Head est le deuxième aéroport le plus achalandé de l’État, selon le nombre de passagers, et le seul aéroport international supplémentaire. Les autres aéroports commerciaux (classés par nombres de passagers) sont situés à Augusta, Columbus, Albany, Macon, Brunswick, Valdosta et Athens.
Savannah est le principal centre portuaire de la Géorgie et l’un des ports les plus modernes en activité du pays.
La Metropolitan Atlanta Rapid Transit Authority (MARTA) est le principal réseau de transport en commun rapide de la région métropolitaine d’Atlanta.

## Politique
Bastion du Parti démocrate pendant plus d'une centaine d'années, la Géorgie a commencé à voter nationalement pour les républicains à partir des années 1960 avant de devenir l'une de ses places fortes nationales et locales durant les années 2000.
La Géorgie est aujourd'hui globalement dominée par le Parti républicain, qui est particulièrement puissant au nord et au sud de l'État. Les principales places fortes démocrates sont Atlanta, Athens et la Black Belt, qui s'étend de Columbus à Augusta. En raison de l'émergence d'une classe moyenne afro-américaine et hispanique, les banlieues conservatrices d'Atlanta deviennent quant à elles de plus en plus disputées.

### Politique fédérale

#### Élections présidentielles
| Année                                                                                           | Républicain       | Démocrate         |
| ----------------------------------------------------------------------------------------------- | ----------------- | ----------------- |
| 1932                                                                                            | 7,77 % 19,863     | 91,60 % 234,118   |
| 1936                                                                                            | 12,60 % 36,942    | 87,10 % 255,364   |
| 1940                                                                                            | 14,83 % 46,360    | 84,85 % 265,194   |
| 1944                                                                                            | 18,25 % 59,880    | 81,74 % 268,187   |
| 1948                                                                                            | 18,31 % 76,691    | 60,81 % 254,646   |
| 1952                                                                                            | 30,34 % 198,979   | 69,66 % 456,823   |
| 1956                                                                                            | 32,65 % 216,652   | 66,48 % 441,094   |
| 1960                                                                                            | 37,43 % 274,472   | 62,54 % 458,638   |
| 1964                                                                                            | 54,12 % 616,584   | 41,15 % 522,557   |
| 1968*                                                                                           | 30,40 % 380,111   | 26,75 % 334,440   |
| 1972                                                                                            | 75,04 % 881,496   | 24,65 % 289,529   |
| 1976                                                                                            | 32,96 % 483,743   | 66,74 % 979,409   |
| 1980                                                                                            | 40,95 % 654,168   | 55,76 % 890,733   |
| 1984                                                                                            | 60,17 % 1,068,722 | 39,79 % 706,628   |
| 1988                                                                                            | 59,75 % 1,081,331 | 39,50 % 714,792   |
| 1992                                                                                            | 42,88 % 995,252   | 43,47 % 1,008,966 |
| 1996                                                                                            | 47,01 % 1,080,843 | 45,84 % 1,053,849 |
| 2000                                                                                            | 54,67 % 1,419,720 | 42,98 % 1,116,230 |
| 2004                                                                                            | 57,97 % 1,914,254 | 41,37 % 1,366,149 |
| 2008                                                                                            | 52,20 % 2,048,744 | 47,00 % 1,844,137 |
| 2012                                                                                            | 53,30 % 2 078 688 | 45,48 % 1 773 827 |
| 2016                                                                                            | 51,34 % 2 068 623 | 45,60 % 1 837 300 |
| 2020                                                                                            | 49,25 % 2 461 837 | 49,51 % 2 474 507 |
| 2024                                                                                            | 50,73 %2 663 117  | 48,53 % 2 548 017 |
| *État gagné par George Wallace de l'American Independent Party, avec 42,83 %, soit 535 550 voix |                   |                   |

De 1824 à la guerre de Sécession, la Géorgie est un État qui pratique l'alternance entre les démocrates et les Whigs. À partir de 1848, il s'ancre dans le camp démocrate et à l'élection présidentielle de 1860 apporte ses suffrages à John Breckinridge, le candidat démocrate pro-sudiste devant le candidat de l'union constitutionnelle, John Bell et devant le candidat démocrate pro-union, Stephen A. Douglas (la candidature du républicain Abraham Lincoln ne fut pas proposée aux électeurs de Géorgie). Jusqu'en 1960, la Géorgie est politiquement totalement acquise aux démocrates. Le Parti républicain, celui de Lincoln, est considéré comme le parti des vainqueurs de la guerre de Sécession et des Yankees.
Lors des premières élections qui suivent la guerre, en 1868, le candidat démocrate Horatio Seymour remporte 64,27 % des voix contre le président Ulysses S. Grant alors que tous les confédérés n'ont pas encore recouvré leur droit de vote. Au début du XXe siècle, les démocrates écrasent les républicains obtenant 79,51 % des voix en 1916 (Woodrow Wilson) ou encore 91,60 % des voix en 1932 (Franklin Delano Roosevelt). Durant cette époque, la Géorgie est un État ségrégationniste où règnent le Ku Klux Klan et les Dixiecrats.
Les lois sur les droits civiques dans les années 1960 commencent à entamer la prépondérance démocrate. En 1964, Barry Goldwater est le premier républicain à remporter la Géorgie (54,12 %) contre le président Lyndon B. Johnson (45,87 %) à qui les électeurs blancs font payer les lois sur les droits civiques votés au Congrès avec l'appoint pourtant décisif des républicains.
En 1968, George Wallace, le candidat démocrate ségrégationniste remporte la Géorgie face au républicain Richard Nixon (30,40 %) et face au démocrate Hubert Humphrey (26,75 %). En 1972, Richard Nixon remporte la Géorgie (75,04 %) tandis qu'en 1976, Jimmy Carter, gouverneur démocrate de l'État, est élu président des États-Unis avec le soutien géorgien.
Depuis 1984, tous les candidats républicains ont remporté la Géorgie à l'exception de l'année 1992 où le démocrate Bill Clinton s'est imposé avec 43,47 % des voix face au président républicain George H. W. Bush (42,88 %) et face au candidat populiste Ross Perot (13,34 %). En 2020, Joe Biden met fin à cette série de victoires républicaines en remportant l'État avec le plus faible écart de toute l'élection (0,26 %).

#### Représentation fédérale
Au niveau fédéral, lors du 117e congrès (législature de 2021 à 2023), la délégation de Géorgie au Congrès des États-Unis est composée de deux sénateurs démocrates, Jon Ossoff et Raphael Warnock, de huit représentants républicains et six démocrates.

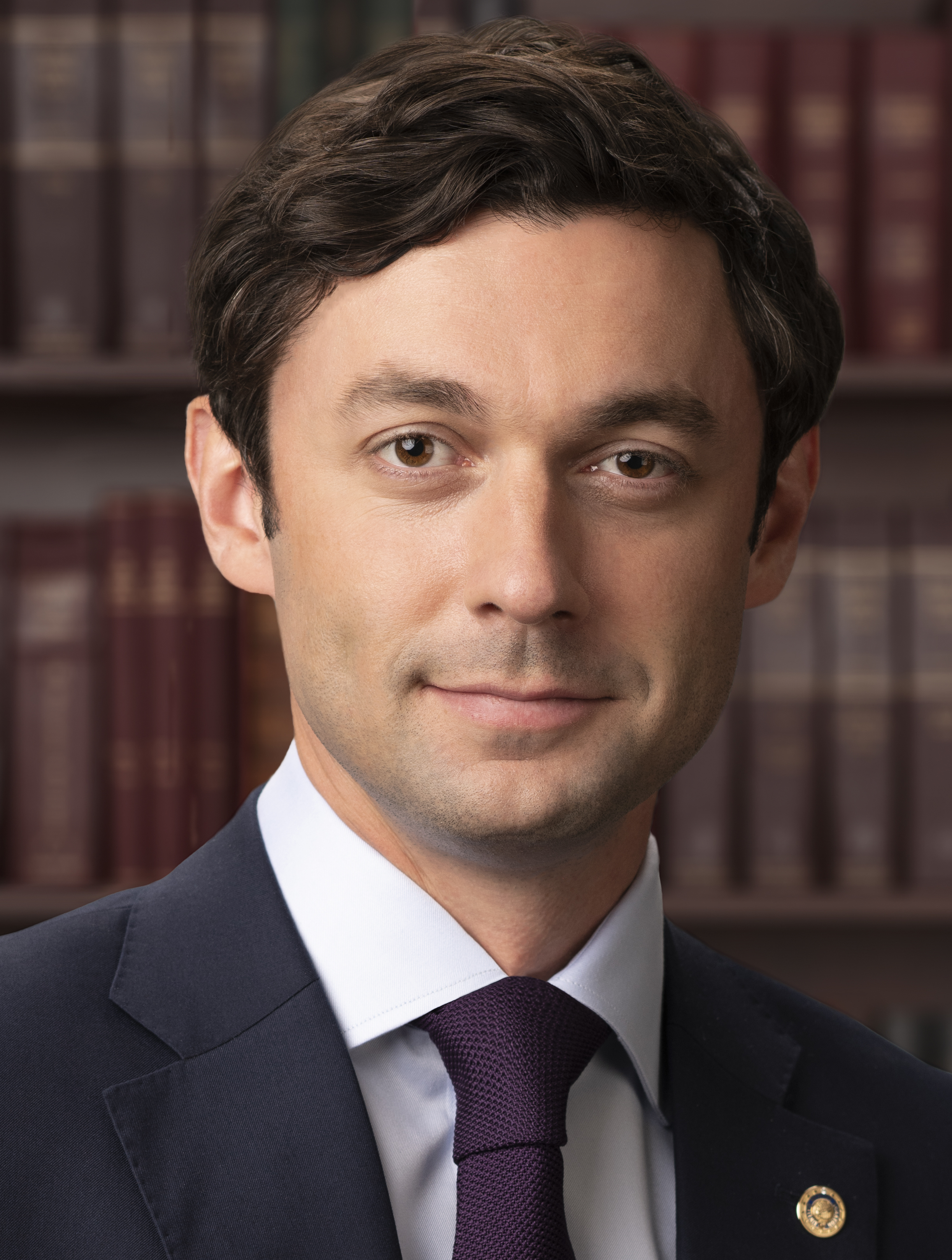
Jon Ossoff, sénateur depuis 2021.

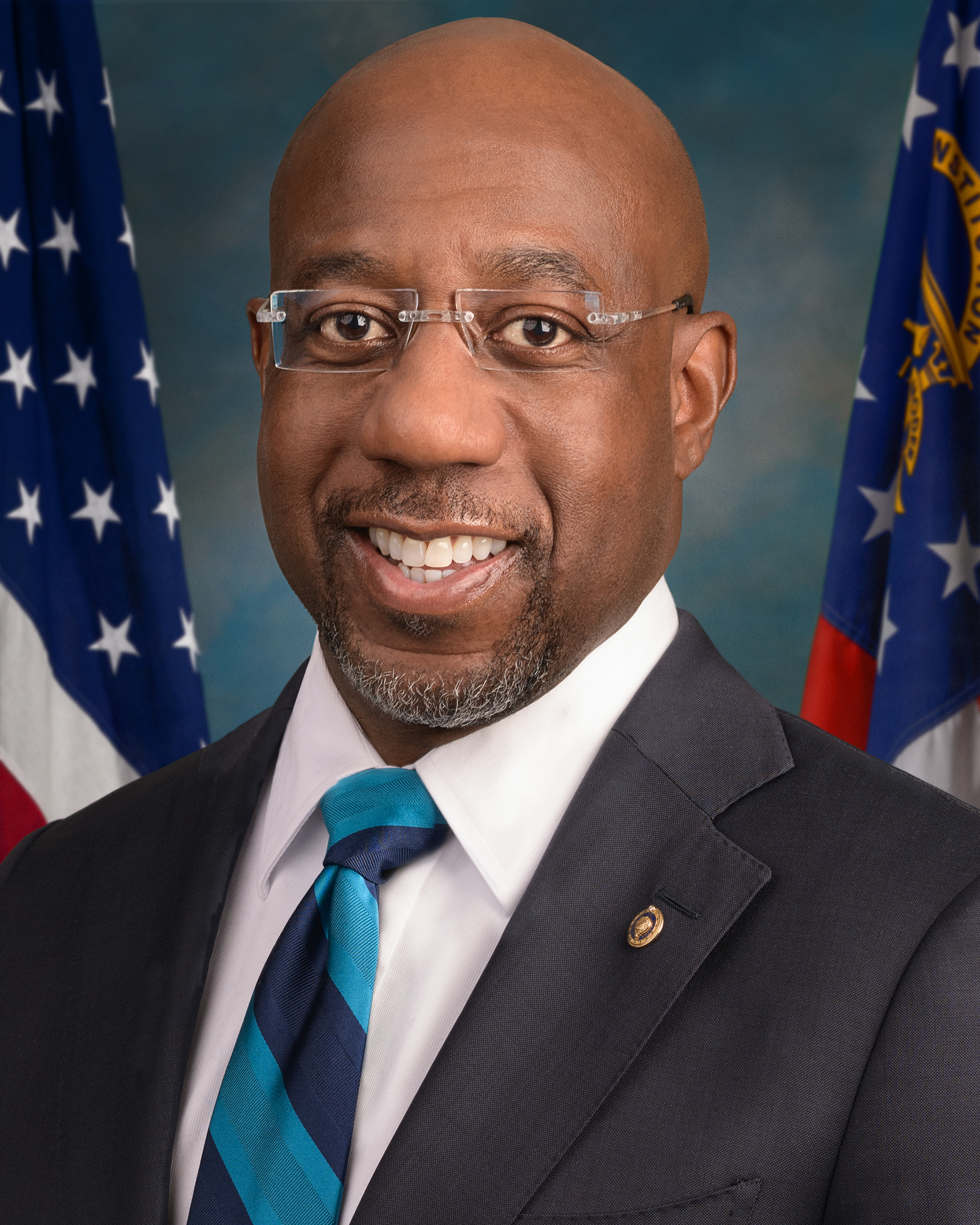
Raphael Warnock, sénateur depuis 2021.

### Politique locale

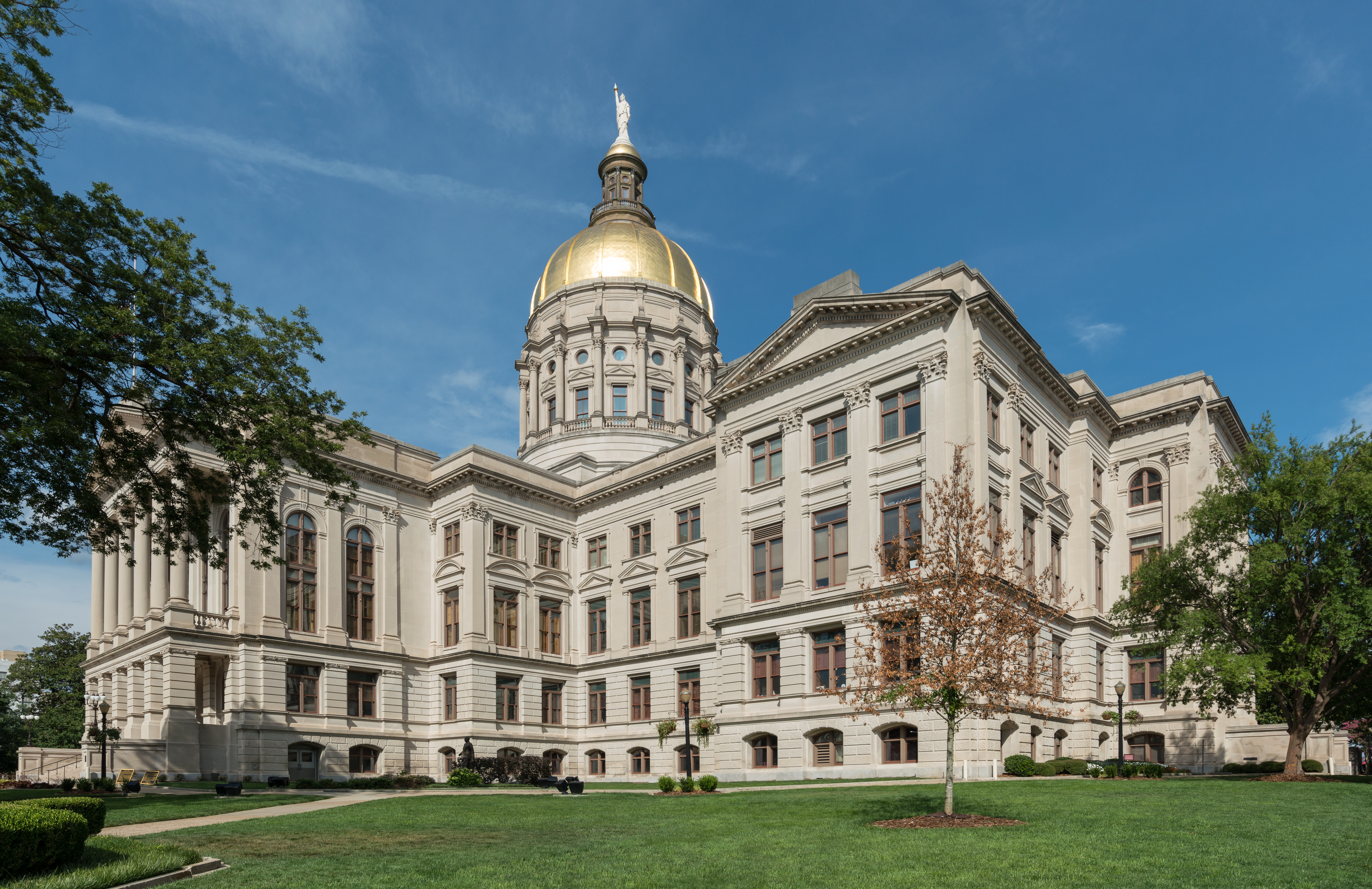
Le capitole de la Géorgie.

De 1872 à 2002, pendant 130 ans, les électeurs de l'État de Géorgie n'ont élu que des gouverneurs démocrates et des majorités démocrates à l'assemblée de Géorgie. Comme beaucoup d'anciens États du sud, la Géorgie a vécu un régime de parti unique pendant une centaine d'années. Les électeurs blancs percevaient alors le Parti républicain comme le parti des Yankees, un parti étranger aux valeurs sudistes dont la victoire aux élections de 1860 avait conduit le pays à la guerre de Sécession, à l'abolition de l'esclavage et à la défaite du Sud.
Les démocrates du Sud, ségrégationnistes ou populistes étaient alors appelés « Southern Democrats » (ou encore Dixiecrats pour les plus conservateurs) et se différenciaient du Parti démocrate national au programme plus centriste.
Le gouverneur républicain Brian Kemp signe en mai 2019 une loi interdisant l’avortement après six semaines de grossesse, des restrictions surnommés Heartbeat bill. Les femmes ayant recours illégalement à l'avortement s'exposeront à la prison à vie et à la peine de mort. La Cour suprême devrait cependant invalider cette loi. La cour suprême renversa en 2022 Roe v. Wade et laisse depuis l'avortement aux législatures des États.
Après l'élection présidentielle de 2020, qui a vu le Parti démocrate l’emporter en Géorgie d'une courte majorité, mais aussi des contestations des résultats sans précédent, l’administration républicaine de l’État adopte une série de mesures visant à durcir les conditions de vote. La distribution de l’eau ou de la nourriture aux électeurs qui patientent parfois des heures devant les bureaux de vote est dès lors interdite, et le vote par correspondance est restreint, avec obligation de présentation d'une pièce d'identité. D'après certaines analyses, le Parti républicain chercherait à conserver le contrôle de l’État en encourageant l'abstention, notamment chez les minorités. Les républicains défendent cette loi contestée comme permettant d'assurer l'intégrité des scrutins, les démocrates parlent d'une initiative digne des lois Jim Crow.

#### Exécutif de l'État
Le gouverneur de l'État, élu pour 4 ans, est aujourd'hui Brian Kemp, le troisième républicain à occuper ce poste depuis 1872.
En janvier 2003, Sonny Perdue devient le premier gouverneur républicain de Géorgie en 130 ans.
Le lieutenant-gouverneur, élu pour 4 ans, est le républicain Geoff Duncan (en).

#### Législature
Les deux chambres de l'Assemblée générale de Géorgie sont dominées depuis 2002 par les républicains. Le sénat de 56 membres élus pour 2 ans est ainsi dominé par 35 républicains et la chambre des représentants de 180 membres élus pour 2 ans est dominée par 105 républicains lors de la législature 2019-2021.

#### Pouvoir judiciaire

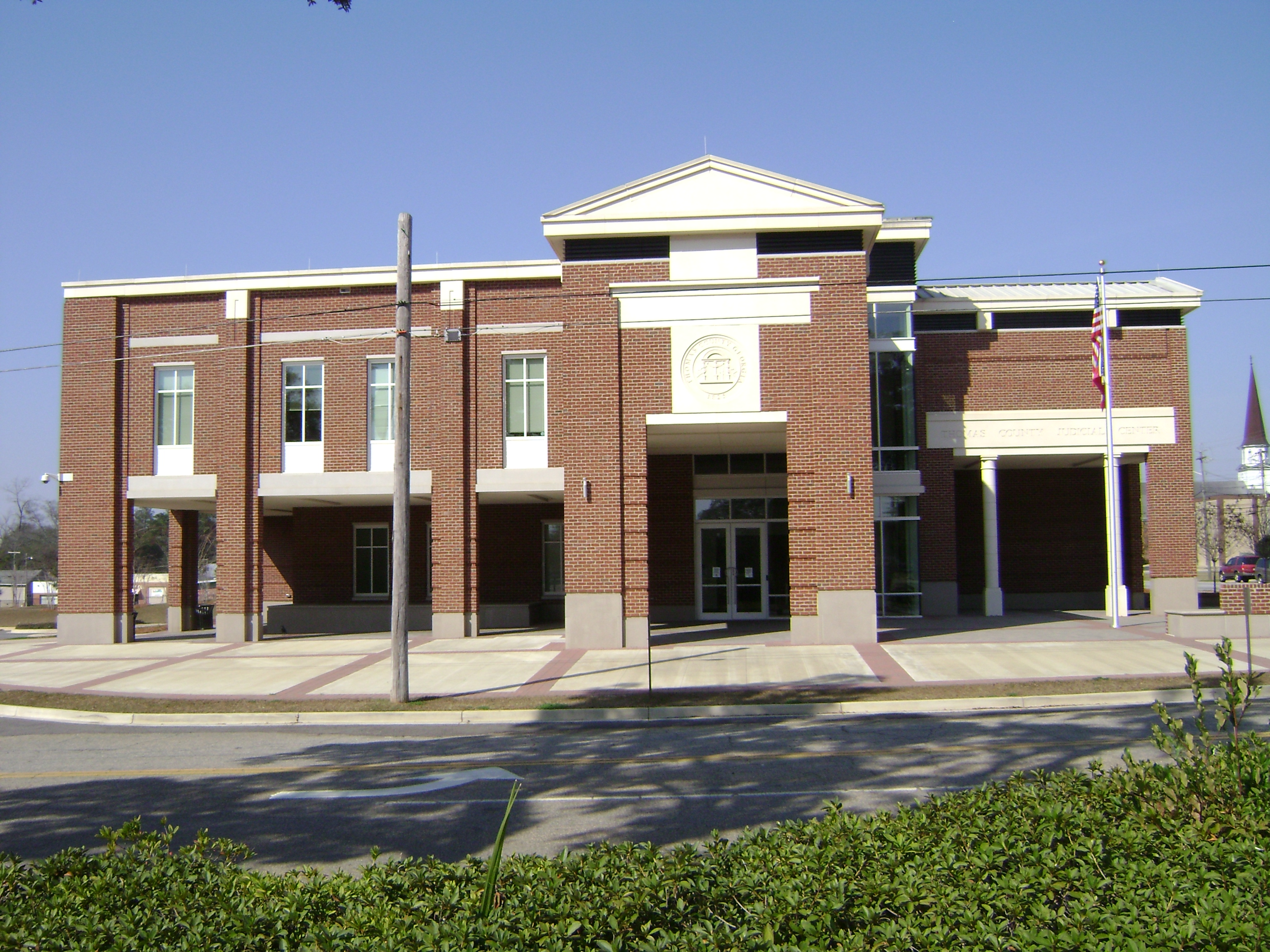
Le Thomas County Judicial Center.

La justice géorgienne est composée :
- de 49 tribunaux locaux de première instance, composés de magistrats élus pour 4 ans et de citoyens ;
- d'une cour d'appel (en) d'État, composée de 12 magistrats élus pour 6 ans ;
- d'une cour suprême, composée de 7 magistrats élus pour 6 ans.
- d'un comité sur les grâces et les libérations conditionnelles, composé de 5 membres nommés pour 7 ans[48],[49]

La Géorgie est un État favorable à la peine de mort. La méthode d'exécution actuelle est l'injection létale. La chaise électrique fut la seule méthode jusqu'en 2001 lorsque la Cour suprême de Géorgie déclara que cette méthode était cruelle et inusitée . Sont considérés comme crimes capitaux, les meurtres, les enlèvements avec demande de rançon et blessures lorsque la victime meurt, les détournements d'avion, et les trahisons. L'âge minimum légal pour être condamné à la peine capitale est 17 ans. Avant 1976, 950 exécutions ont eu lieu. Entre 1976 et septembre 2011, 38 ont eu lieu. En septembre 2011, il y avait 113 détenus condamnés à mort. Avant septembre 2011, cinq personnes ont été innocentées, et six ont bénéficié d'une grâce.

### Autorités locales
La Géorgie compte 1 380 autorités locales, dont 689 sont des entités de compétence générale réparties entre 152 comtés et 537 municipalités (il n'y a pas de townships ou cantons en Géorgie), et 691 sont des districts spéciaux, dont 180 districts scolaires, et 511 autres districts spéciaux, dédiés à l'administration de services particuliers (eaux, ordures ménagères, police, etc.).
La Home rule est accordée par l'article IX de la Constitution de l’État de Géorgie aux comtés et municipalités de Géorgie, lesquelles sont donc libres de légiférer sur leur territoire à condition de respecter la constitution fédérale et celle de la Géorgie.

## Culture
Le film à grand succès Autant en emporte le vent se déroule en Géorgie. Les protagonistes du film sont issus de la haute société sudiste et possèdent de grandes plantations de coton. La guerre de Sécession va profondément bouleverser cette société.
La Géorgie a vu naître un grand nombre de grands noms du cinéma comme Oliver Hardy (de « Laurel et Hardy »), Kim Basinger, Julia Roberts, Laurence Fishburne, Spike Lee, Steven Soderbergh, DeForest Kelley ou encore Dakota Fanning, mais aussi de la musique avec Little Richard, Ray Charles, R.E.M., Of Montreal, Neutral Milk Hotel, OutKast, Lil Jon,TLC,Lil Nas X Jagged Edge, T.I., Ciara et Dirty South, ainsi que du divertissement comme les catcheurs Hulk Hogan ou Cody Rhodes.
Dans les années 1960, Ray Charles refuse de revenir jouer en Géorgie, son État de naissance, du fait de la ségrégation qui y règne alors. Toutefois, en 1979, sa chanson Georgia on My Mind est adoptée comme hymne officiel de l'État (state song).
À la télévision, la Géorgie est le lieu principal de la série The Walking Dead, les personnages se retrouvant à la sortie d'Atlanta dans la première saison. Ils ne quittent cet État qu'à la fin de la saison 5, lorsque le groupe arrive à Washington. La série Vampire Diaries y est également tournée.

## Sports
La Géorgie abrite des franchises dans 4 des 5 ligues professionnelles majeures américaines:
- Les Falcons d'Atlanta en NFL et crée en 1965

- Les Braves d'Atlanta en MLB, crée en 1871 à Boston et relocalisée à Atlanta depuis 1966
- Les Hawks d'Atlanta en NBA crée en 1946 à Moline et relocalisée à Atlanta depuis 1968
- Le Atlanta United Football Club en MLS et crée en 2014

Mais elle est aussi connue pour ces équipes universitaires:
- Les Bulldogs de la Géorgie issue de la Southeastern Conference ou SEC, 4 fois champions national de Football universitaire.
- Les Yellow Jackets de Georgia Tech issue de l'Atlantic Coast Conference ou ACC, elle aussi titrée 4 fois.
- Les Eagles de Georgia Southern issue de la Sun Belt Conference
- Les Panthers de Georgia State issue de la Sun Belt Conference
- Les Owls de Kennesaw State issue de la Conference USA depuis la saison 2024

Les Bulldogs et les Yellow Jackets ont une grosse rivalité historique en football universitaire, connue sous le nom de "Clean, Old-Fashioned Hate" depuis 1893.